# Квинт Юлий Балб
Вижте пояснителната страница за други личности с името Квинт Юлий Балб.
Квинт Юлий Балб (на латински: Qintus Iulius Balbus) е политик и сенатор на Римската империя през 1 век. Произлиза от клон Балб на фамилията Юлии.
През септември и октомври 85 г. Юлий Балб е суфектконсул заедно с Децим Абурий Бас. През 100/101 до 101/102 г. той е проконсул на Азия.
Юлий Балб е баща на Квинт Юлий Балб (суфектконсул 129 г.).